# The Adventure Company
The Adventure Company – kanadyjskie przedsiębiorstwo zajmujące się wydawnictwem gier komputerowych, działające jako oddział firmy DreamCatcher Interactive specjalizujący się w grach przygodowych. Zostało ono założone w 2002 roku. Adventure Company współpracowało z takim firmami jak Kheops Studio, THQ, Microïds i Cryo Interactive.

## Wydane gry
- Agatha Christie: I nie było już nikogo
- Agatha Christie: Murder on the Orient Express
- Agatha Christie: Evil Under the Sun
- Amerzone
- Atlantis
- Atlantis II: Beyond Atlantis
- Atlantis III: The New World
- Atlantis IV: Evolution
- The Secrets of Atlantis: The Sacred Legacy
- Aura: Fate of the Ages
- The Black Mirror
- Broken Sword: The Sleeping Dragon
- The Cameron Files: Secret at Loch Ness
- The Cameron Files: Pharaoh's_Curse
- The Crystal Key
- Dark Fall
- Dark Fall: Lights Out
- Dead Reefs
- Dracula: Origin
- ECHO: Secrets of the Lost Cavern
- Evidence: The Last Ritual
- eXperience112
- The Hardy Boys: The Hidden Theft
- Keepsake
- Martyn Mystère: Operation Dorian Gray
- The Messenger
- Missing: Since January
- The Moment of Silence
- Next Life
- Nibiru: Wysłannik Bogów
- Outcry
- Post Mortem
- Return to Mysterious Island
- ROTS-1 Riddle of the Sphinx
- ROTS-2 The Omega Stone
- Sam & Max: Sezon 1
- Safecracker: The Ultimate Puzzle Adventure
- Schizm: Prawdziwe wyzwanie
- Schizm II: Kameleon
- Sentinel: Descendants in Time
- Secret Files: Tunguska
- Secret Files 2: Puritas Cordis
- Still Life
- Syberia
- Voyage: Inspired by Jules Verne